# Brassaiopsis mitis
Espèce
Synonymes
- Euaraliopsis mitis (C.B.Clarke) N.P.Balakr.[1]
- Pseudobrassaiopsis mitis (C.B.Clarke) R.N.Banerjee[1]

Brassaiopsis mitis est une espèce de plantes à fleurs de la famille des Araliaceae. C'est un arbuste endémique de l'Himalaya et présentant un feuillage juvénile finement découpées et un feuillage adulte palmatilobées.

## Description
C'est un arbuste atteignant environ 4 à 7 m de haut possédant des branches épineuses. Les feuilles sont simples palmatilobées possédant 7 à 11 (parfois 12) lobes oblongs-lancéolés, à bords denticulés à face supérieure glabre, à face inférieure pubescente. Le pétiole de 10 à 60 cm est subglabre ou peu pubérulent près de l'apex, inerme. Le limbe est orbiculaire, atteignant environ 40-60 cm de large, membraneux ou papyracé. Les lobes sont oblancéolés, oblongs-lancéolés ou ovales-oblongs, divisés aux 2/3-3/4 de la base, nettement rétrécis à la base lors de la phase juvénile, formant parfois des pseudo-pétiolules ailés, base cordée, souvent profondément cordée, bord denté, apex brièvement acuminé. L'inflorescence terminale dressée est peu épineuse, densément couvert de poils jaunâtres et raides; axe primaire 30 cm ou plus ; Axes secondaires jusqu'à 15 cm ; pédoncules de 2 à 3 cm ; ombelles d'environ 4 cm de diamètre. Ovaire bicarpellé. Fruit bleu-noir, globuleux, de 5 à 6 mm de diamètre. Le pédicelle du fruit est d'environ 1,5 cm. Floraison en novembre-décembre, fructification en janvier-février.
La plante est proche de Brassaiopsis fatsioides ou de Brassaiopsis ciliata, deux espèces originaires de chine

## Distribution et habitat
On trouve l'espèce au Népal, en Inde (Sikkim, nord du Bengale-Occidental, Arunachal Pradesh et Assam) et au Bhoutan.
On la trouve dans les forêts en vallées ou sur les pentes des montagnes de 1830 à 2350 m. 

## Introduction, formes et culture
Brassaiopsis mitis "CHB&CM08SIK87" a été introduit en France par Christian Monnet et Charles Boulanger lors d'une expédition botanique au Sikkim en 2008. Cette forme collectée vers 2200m a passé les -18°C au jardin jungle. Le feuillage disparaît à -2°C. Les tiges gèlent vers -8/-12°C, ce qui entraîne l'année suivante l'apparition de nombreux rejets de la souche et des racines (drageons). L'espèce arrive à fructifier tardivement en Bretagne. La feuille juvénile est l'emblème du jardin Jungle.
Brassaiopsis mitis "J. Pousse" est une forme collectée au Bhoutan.
Une autre forme a été collectée au Sikkim par les pépinières Crug Farm situées en Angleterre.

## Galerie

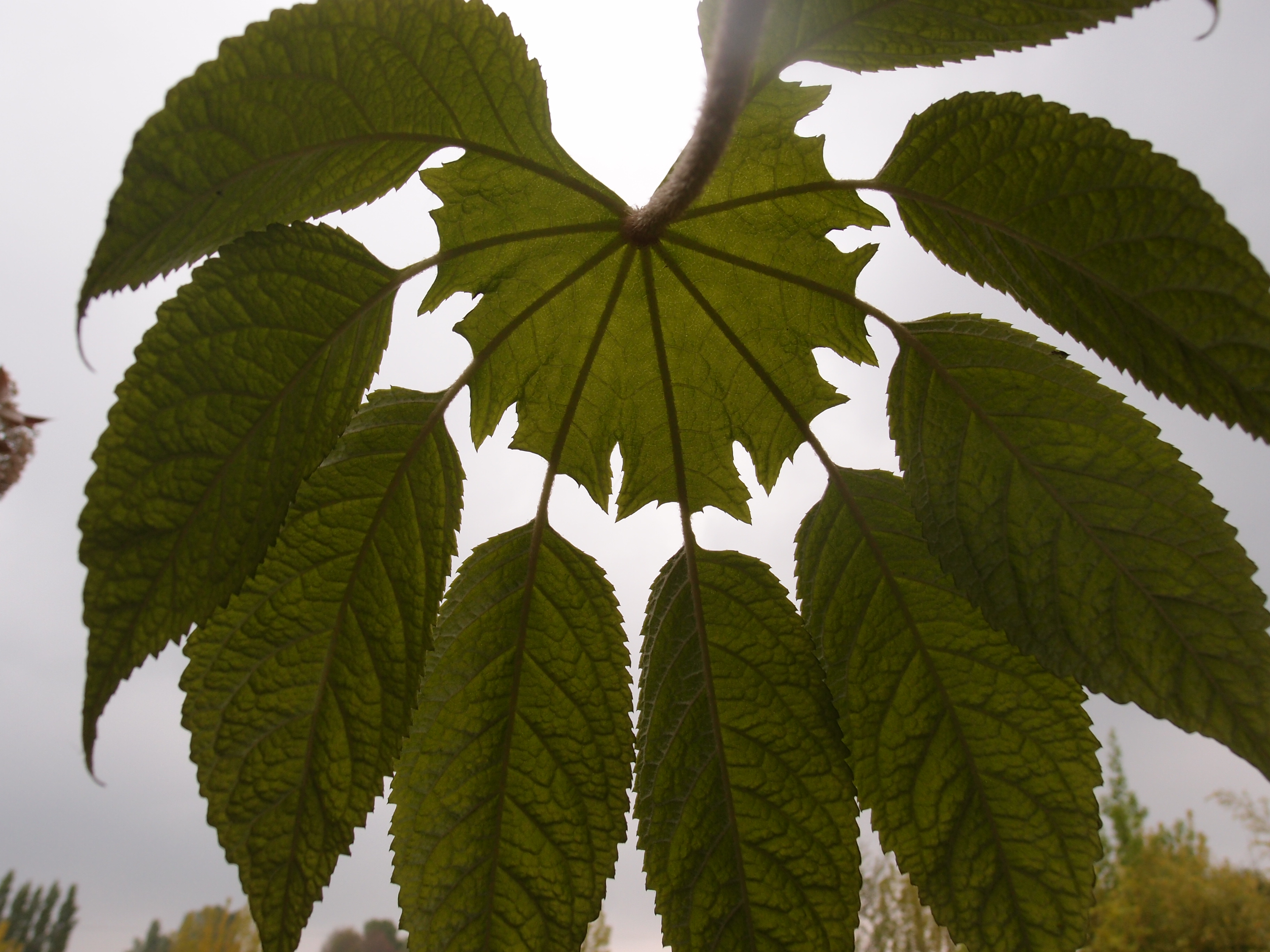
Brassaiopsis mitis CHB&CM08SIK87 feuillage juvénile au jardin jungle.
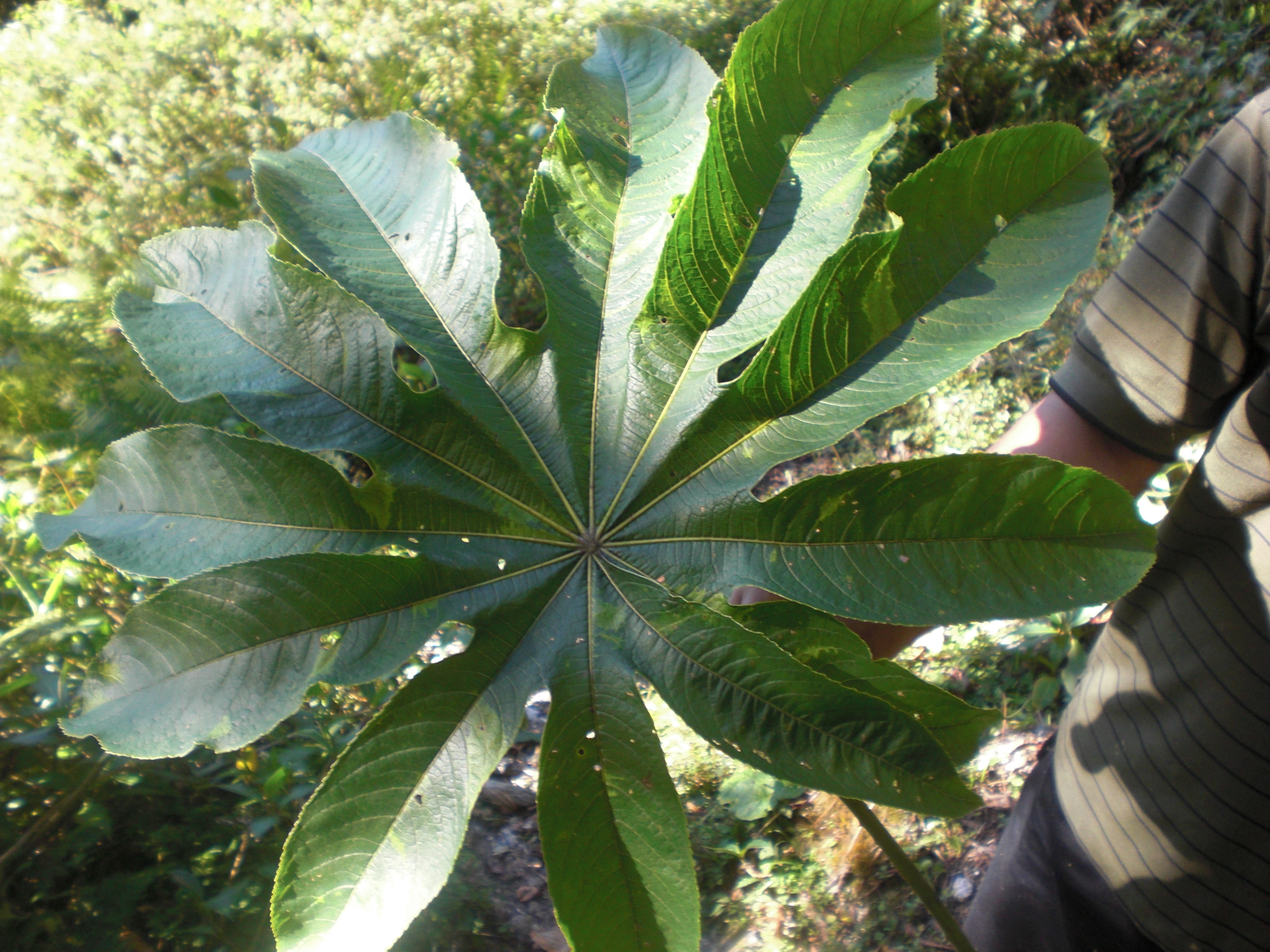
Brassaiopsis mitis feuillage adulte au Sikkim.
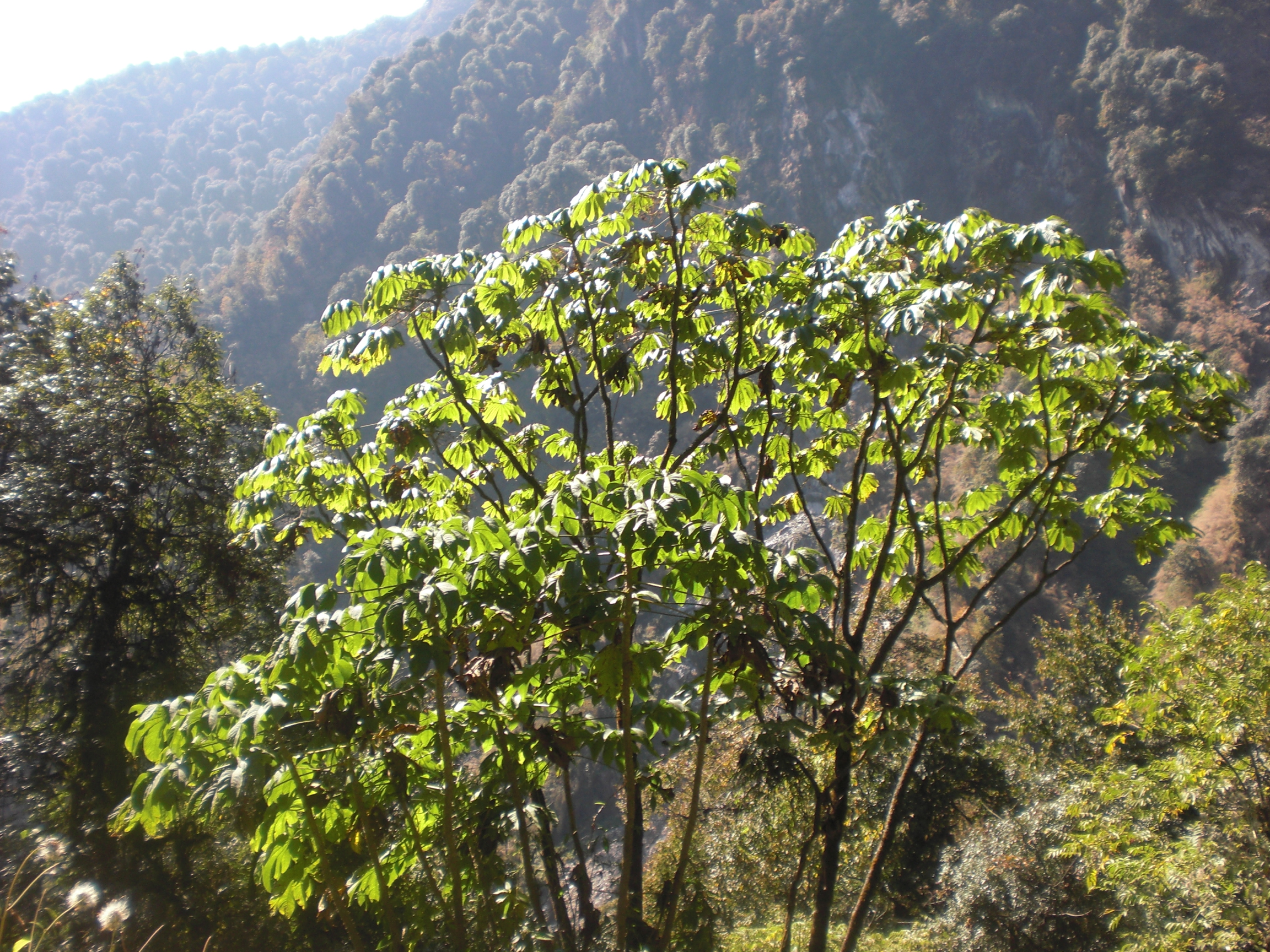
Brassaiopsis mitis in situ au Sikkim.
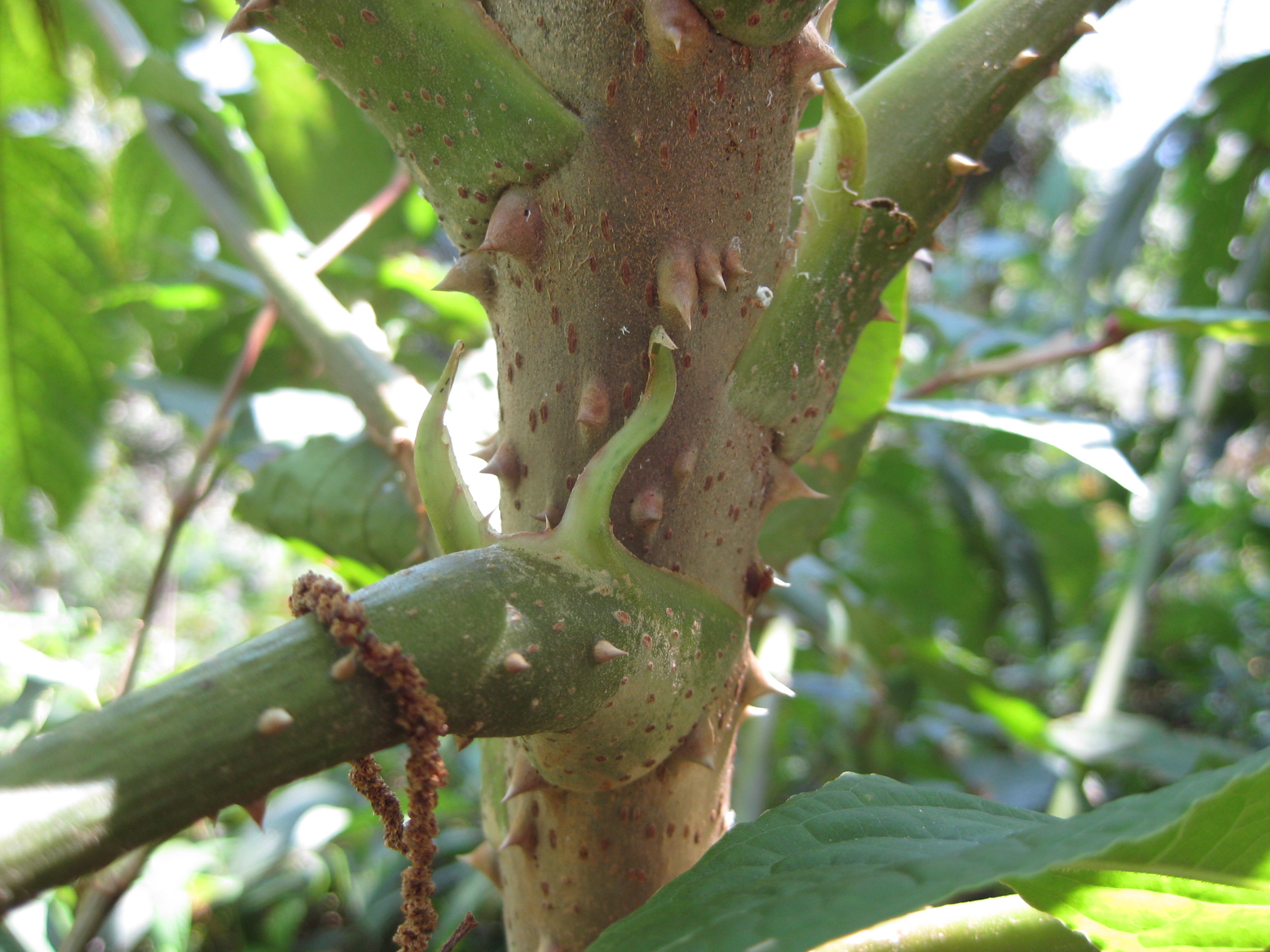
stipules et rameau épineux de Brassaiopsis mitis.